# Deventer Radio & Televisie
Deventer Radio & Televisie (DRTV) is een Nederlandse lokale omroep uit Deventer.
DRTV is ontstaan uit de fusie tussen Deventer Televisie (DTV) en Deventer Radio.